# Máximo Paz (Buenos Aires)
Máximo Paz es una localidad del partido de Cañuelas, provincia de Buenos Aires, Argentina. La misma pertenece al aglomerado urbano Gran Buenos Aires, aunque no en sentido administrativo.

## Toponimia
Su nombre recuerda a Máximo Paz, exgobernador de la provincia de Buenos Aires durante 1887 y 1890.

## Ubicación
Se halla sobre la Ruta Provincial 205, a 16 km de Cañuelas y a 48 km de la Ciudad Autónoma de Buenos Aires. Las líneas de colectivos 51, 222 y 502 la vinculan tanto con Cañuelas como con las demás localidades del conurbano bonaerense.

## Geografía

### Población
Cuenta con una población de 10.099 habitantes en el CNP 2010. Es la segunda localidad más poblada del partido de Cañuelas, siendo solamente superada por la localidad ya mencionada anteriormente (Cañuelas).

### Geomorfología
Se encuentra en la subregión pampeana llamada pampa ondulada. Esta denominación se debe a la suave ondulación del terreno resultante de la reactivación de la erosión fluvial como consecuencia de la elevación del basamento, por tal motivo se forman lomadas y bajos, estos son fácilmente inundables debido a que están apoyados sobre bancos de toscas que impiden la infiltración y además porque se encuentran a escasos metros sobre el nivel del Río de la Plata. Los suelos son molisoles. La vegetación originaria es la estepa herbácea la cual está muy modificada por las actividades antrópicas.

### Hidrología
Máximo Paz se encuentra dentro de la subcuenca del arroyo Cañuelas-Navarrete, perteneciente a la alta cuenca del río Matanza-Riachuelo.
Según la Autoridad de Cuenca Matanza Riachuelo (enlace roto disponible en Internet Archive; véase el historial, la primera versión y la última)., ACUMAR, en la alta cuenca, la velocidad de escorrentía es de 0,10 m/s y la profundidad media del cauce es de 3 a 6 dm . El caudal medio del río Matanza-Riachuelo es de 2,89 m3/s y el máximo en épocas de crecidas supera los 1000 m3/s.

## Religión
Parroquias de la Iglesia Católica 
| Diócesis  | Gregorio de Laferrère |
| --------- | --------------------- |
| Parroquia | San Eduardo Rey       |

Además, hay presencia de numerosas congregaciones protestantes en sus múltiples vertientes.